# Mirabella V
Mirabella V — суперъяхта, построенная в 2003 году. Является крупнейшим в мире одномачтовым судном за всю историю. Приблизительная цена — 50 миллионов долларов США.

## Провенанс
Mirabella V была построена в рамках проекта создания парка суперъяхт для бывшего председателя совета директоров и генерального директора автопрокатной компании Avis Джо Витториа и использовалась для чартера. Все яхты Mirabella, включая Mirabella V, были впоследствии проданы другим владельцам. Mirabella V больше не предлагается для чартера.

## Конструкция
Техническое задание будущего владельца подразумевало создание скоростной парусной яхты, предоставляющей уровень комфорта, ранее возможный только на моторных яхтах.
Для достижения этого результата была использована одномачтовая конструкция из композитных материалов, позволяющая высвободить пространство для пассажиров. Расчётная скорость яхты под парусами при благоприятном ветре превышает 20 узлов.
Ещё одним требованием будущих владельцев была возможность входа в бухту Палм-Бич, для чего потребовалось применить подъёмный киль для снижения осадки в марине.
Mirabella V была сконструирована ирландским инженером Роном Холландом. Технический надзор за исполнением композитных конструкций осуществлялся фирмой High Modulus Europe Ltd.

## Технические особенности
Обычно суда такого размера строят из стали или алюминия, однако Mirabella V' построена из композитных материалов, что позволило решить три проблемы:
- ускорение строительства,
- снижение времени и расходов на обслуживание (композитные панели не требуют ремонта и антикоррозионной обработки),
- улучшение термо- и звукоизоляции.

Другой особенностью яхты является наличие всего одной мачты. Обычно суда длиной более 25 метров строятся с двумя или тремя мачтами, чтобы разделить площадь парусов на несколько площадей, более лёгких в подъёме и управлении. Однако современные технологии позволили снабдить Mirabella V самой большой мачтой и самым большим парусом из когда-либо использовавшихся.
Одной из проблем при строительстве яхты был поиск канатов, способных удерживать паруса.

## Интересные факты
- Высота мачты составляет 88,5 метра, что почти вдвое больше Александровской колонны и на семь метров выше Колокольни Ивана Великого. Нагрузка в основании мачты составляет 440 тонн.
- Из-за большой высоты мачты яхта не может пройти ни под одним мостом, до которого может дойти по воде, включая мост Столетия через Панамский канал (80 м), автомобильный мост через Суэцкий канал (70 м) и мосты через Босфор (64 м).
- Парус Mirabella V площадью 1833 м² является самым большим в мире.